# دخانية قليلة البذور
دخانية قليلة البذور (الاسم العلمي: Fumana oligosperma) هي نوع من النباتات يتبع جنس الدخانية من الفصيلة القريضية.

## الموئل والانتشار
موطن النبات الجبل الأقرع وجبال الأمانوس في الشام.